# Protororqualus cuvieri
Il protororqualo (Protororqualus cuvieri Fischer, 1829) è un cetaceo estinto, appartenente al sottordine dei misticeti. 
Visse nel Pliocene medio-superiore (5,3 e 1,8 milioni di anni fa) e i suoi resti fossili sono stati ritrovati in Italia.

## Classificazione
Questo animale è noto per un singolo esemplare incompleto, ritrovato nei pressi di Lugagnano Val d'Arda sul Monte Pulgnasco (PC). Il fossile venne descritto inizialmente nel 1829, ma sfortunatamente venne poi distrutto durante la seconda guerra mondiale. Le tavole e i disegni hanno però permesso una nuova ridescrizione dell'esemplare (Bisconti 2007), secondo la quale Protororqualus è uno dei più primitivi rappresentanti dei balenotteridi (Balaenopteridae). Altre analisi, tuttavia, ritengono Protororqualus un nome non valido poiché l'esemplare è andato perduto (Bosselaers e Post, 2010).

## Significato dei fossili
Le analisi comparative e filogenetiche effettuate da Bisconti nel 2007 hanno identificato Protororqualus come un tardo rappresentante di una linea ancestrale di balenottere, sopravvissuta nel Mediterraneo almeno fino alla fine del Pliocene. Ciò indicherebbe che il Mediterraneo abbia giocato un ruolo fondamentale nel conservare balenotteridi primitivi durante un'epoca in cui si erano affermate forme più evolute negli altri mari.